# サヘル・ガーデン 今日の目 明日の芽
サヘル・ガーデン 今日の目 明日の芽（きょう-め あした-め ）は、2009年10月11日から2010年4月4日まで放送されていた文化放送のラジオ番組である。法律事務所 MIRAIOの単独提供だった。

## 番組概要
経営者や職人をゲストに迎え、二人のパーソナリティがインタビューする形式で進行する。また、番組後半ではサヘル・ローズが社長で、石森が部下という設定でコントが披露される。

## 放送時間
- 日曜 10:00 - 10:30（JST）

## パーソナリティ
- サヘル・ローズ
- 石森則和（本職は文化放送報道制作部記者）

## ネット局
放送時間はいずれもJST、三才ブックス発行『ラジオ番組表 2009年秋号』より。
| 放送対象地域 | 放送局名     | 放送日 | 放送時間      |
| ------------ | ------------ | ------ | ------------- |
| 北海道       | STVラジオ    | 日曜   | 16:30 - 17:00 |
| 宮城県       | 東北放送     | 日曜   | 18:00 - 18:30 |
| 中京広域圏   | 東海ラジオ   | 土曜   | 19:00 - 19:30 |
| 近畿広域圏   | 朝日放送     | 土曜   | 12:30 - 13:00 |
| 広島県       | 中国放送     | 日曜   | 9:00 - 9:30   |
| 福岡県       | 九州朝日放送 | 日曜   | 18:30 - 19:00 |